# Statistical and Applied Mathematical Sciences Institute
L'Institut des sciences mathématiques statistiques et appliquées (SAMSI) est un organisme de recherche en mathématiques appliquées et statistiques basé à Research Triangle Park, en Caroline du Nord. 

## Histoire
L'institut est financé par la Fondation nationale pour la science (NSF) et bénéficie d'un partenariat de l'université Duke, l'université d'État de Caroline du Nord, l'université de Caroline du Nord à Chapel Hill et le National Institute of Statistical Sciences (en). 
Le SAMSI est fondé en 2002. En 2012, la Fondation nationale pour la science a renouvelé le financement de SAMSI pour cinq années supplémentaires. SAMSI offre des programmes en bioinformatique et en écologie statistique en 2014-2015.
Il est dirigé par le statisticien David L. Banks (en).

## Chercheurs
- David Ríos Insua (programme de Risk Analysis, Extreme Events and Decision Theory[3])
- Juan Meza